# Ytterholm
Ytterholm är en ö i Finland. Den ligger i Skärgårdshavet och i kommunen Pargas i den ekonomiska regionen  Åboland i landskapet Egentliga Finland, i den sydvästra delen av landet. Ön ligger omkring 22 kilometer söder om Åbo och omkring 140 kilometer väster om Helsingfors.
Öns area är 6,5 hektar och dess största längd är 380 meter i sydväst-nordöstlig riktning. I omgivningarna runt Ytterholm växer i huvudsak barrskog. Närmaste större samhälle är Väståboland, 8,3 km väster om Ytterholm.